# Novomîkolaiivka, Tomakivka
Novomîkolaiivka (în ucraineană Новомиколаївка) este un sat în comuna Volodîmîrivka din raionul Tomakivka, regiunea Dnipropetrovsk, Ucraina.

## Demografie
Componența lingvistică a localității Novomîkolaiivka
     Ucraineană (80,14%)
     Rusă (19,86%)
Conform recensământului din 2001, majoritatea populației localității Novomîkolaiivka era vorbitoare de ucraineană (80,14%), existând în minoritate și vorbitori de rusă (19,86%).